# Changan BenBen
Changan BenBen e-Star (Китайською: 长安奔奔 ) або іноді Changan Benni — 5-дверний міський автомобіль хетчбек виробництва Changan Automobile. На українському ринку представлений моделями 2021 та 2022 року, більше відомий як Changan e-Star.

## Changan BenBen I
Перше покоління Changan BenBen також називалося BenBen i. Ціна починається від 34 000 юанів. У 2010 році отримала рестайлінг з переробленими решітками, бамперами, задніми дверцятами та ліхтарями і тоді називалася BenBen Love. Двигун першого покоління Changan BenBen - 1,3-літровий двигун з 63 кВт (84 к. с.; 86 PS) і 110 Н⋅м (81 фунт⋅фут; 11 кг⋅м) у поєднанні з механічною коробкою передач.

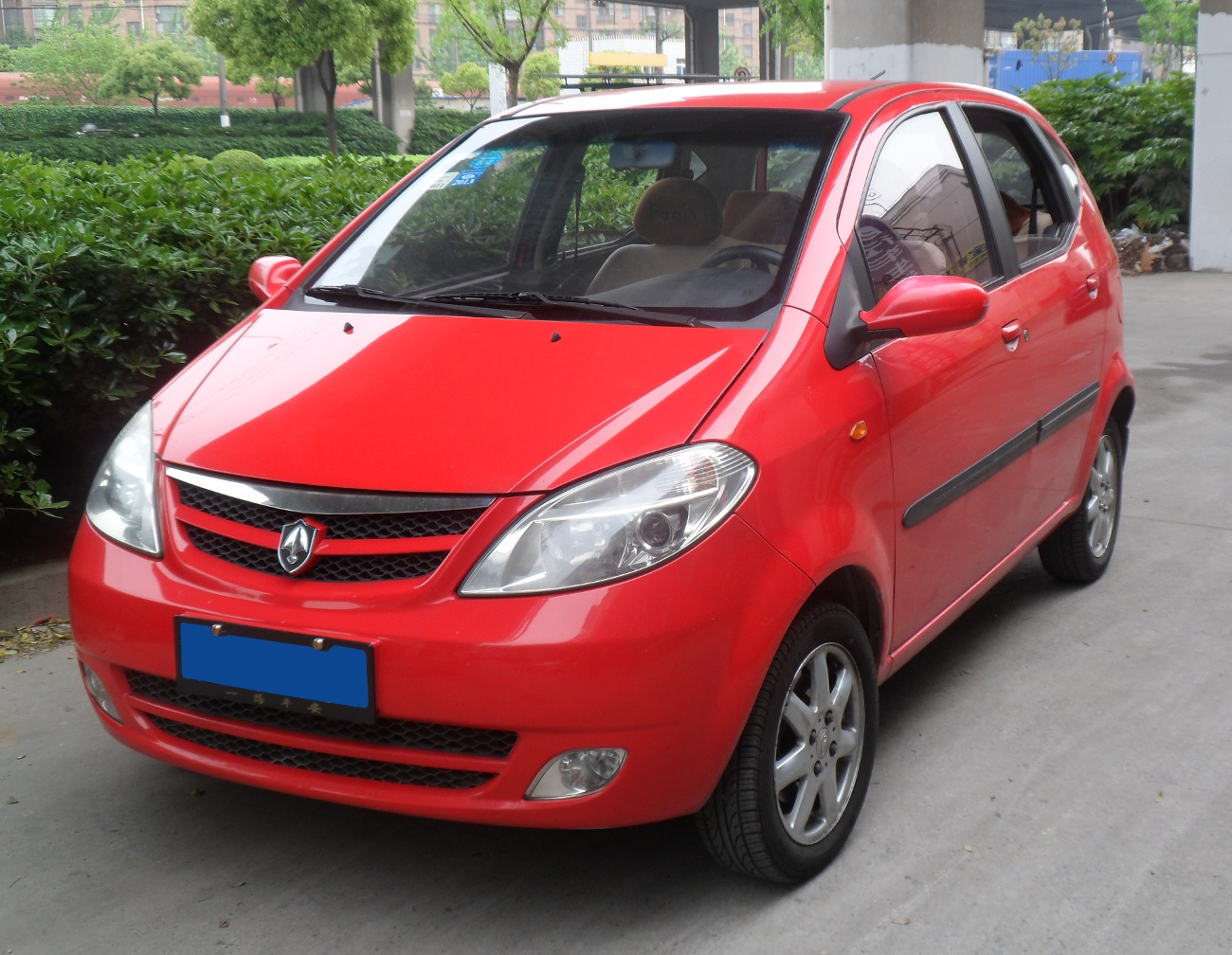
Вид спереду на Changan BenBen I.
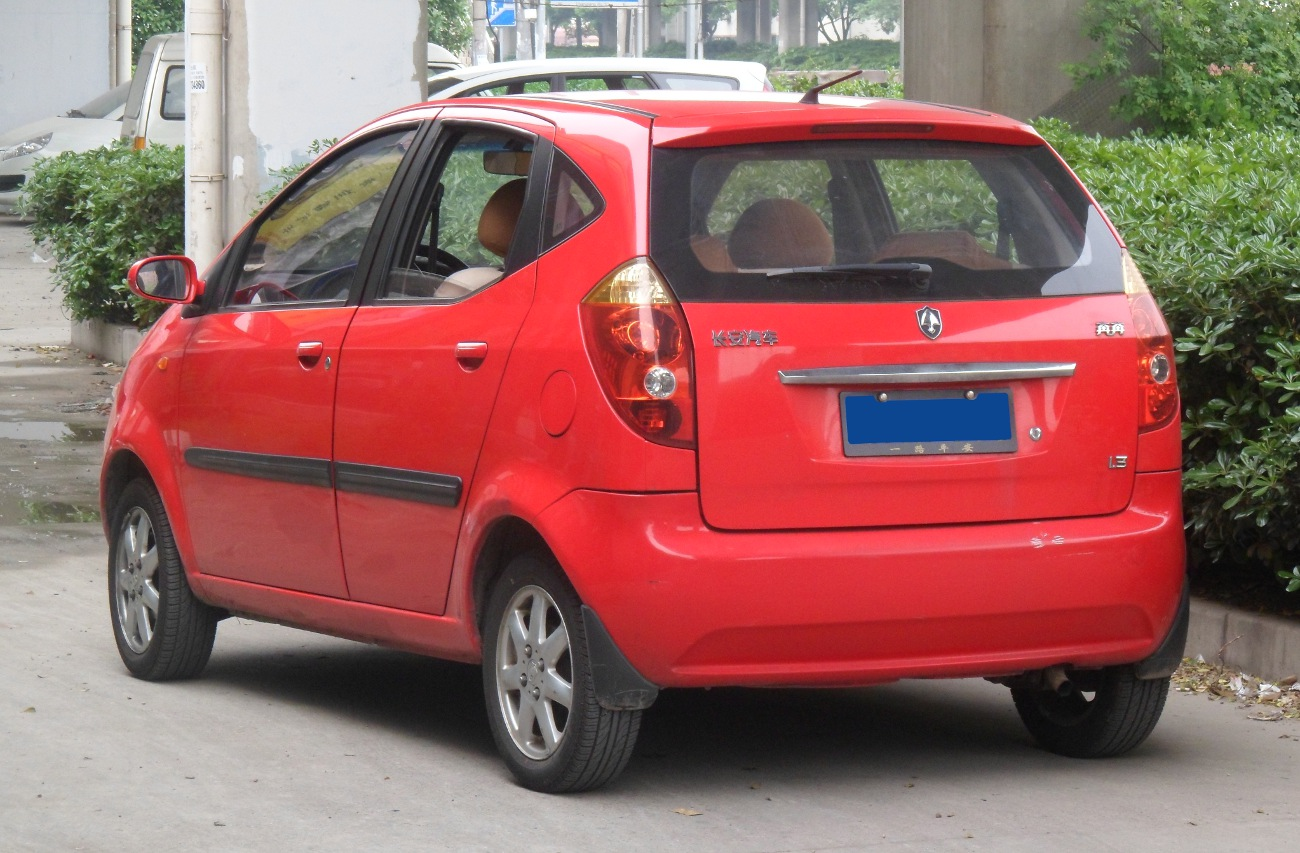
Вид ззаду на Changan BenBen I.
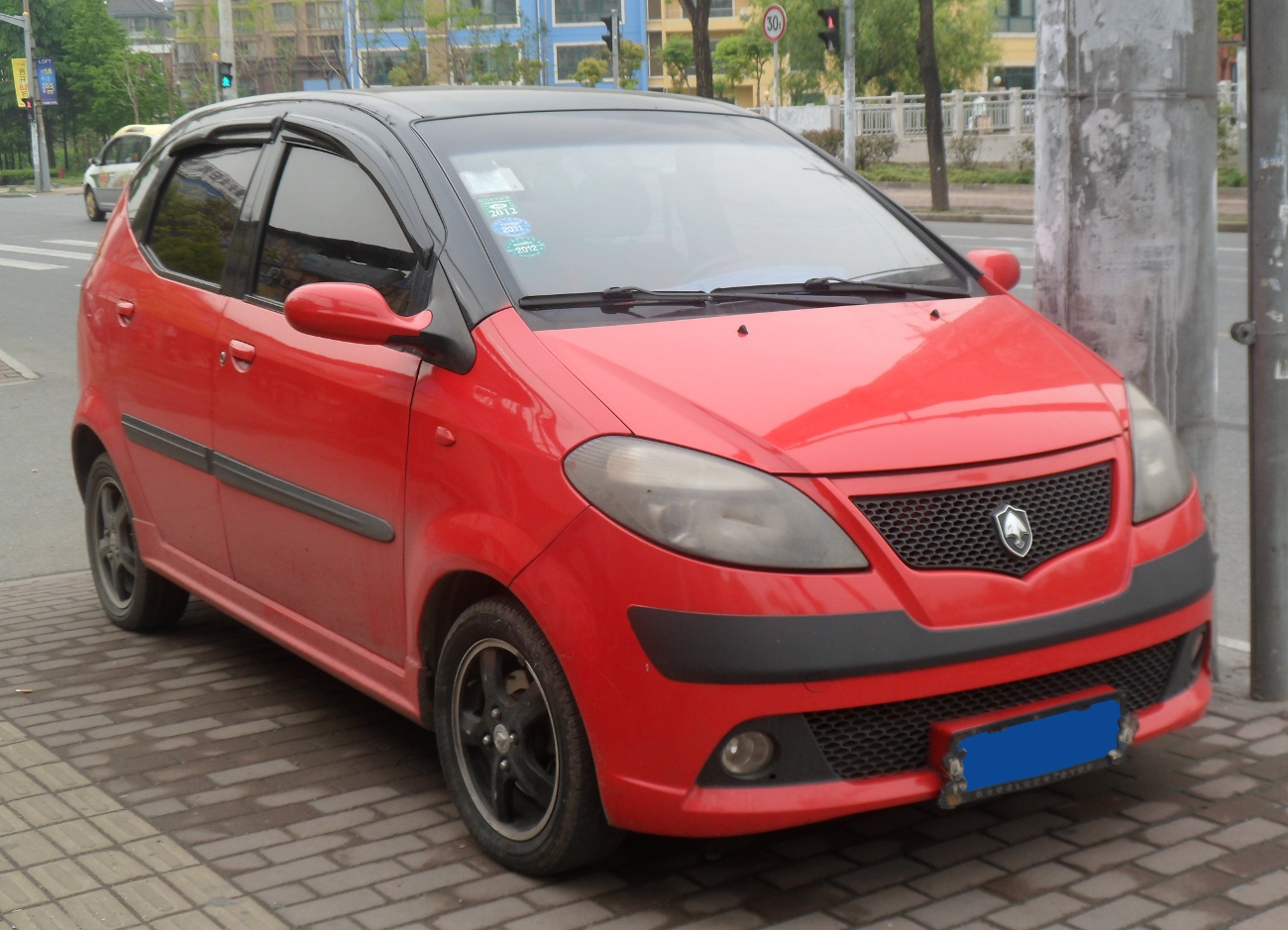
Вид спереду на Changan BenBen Sport I.
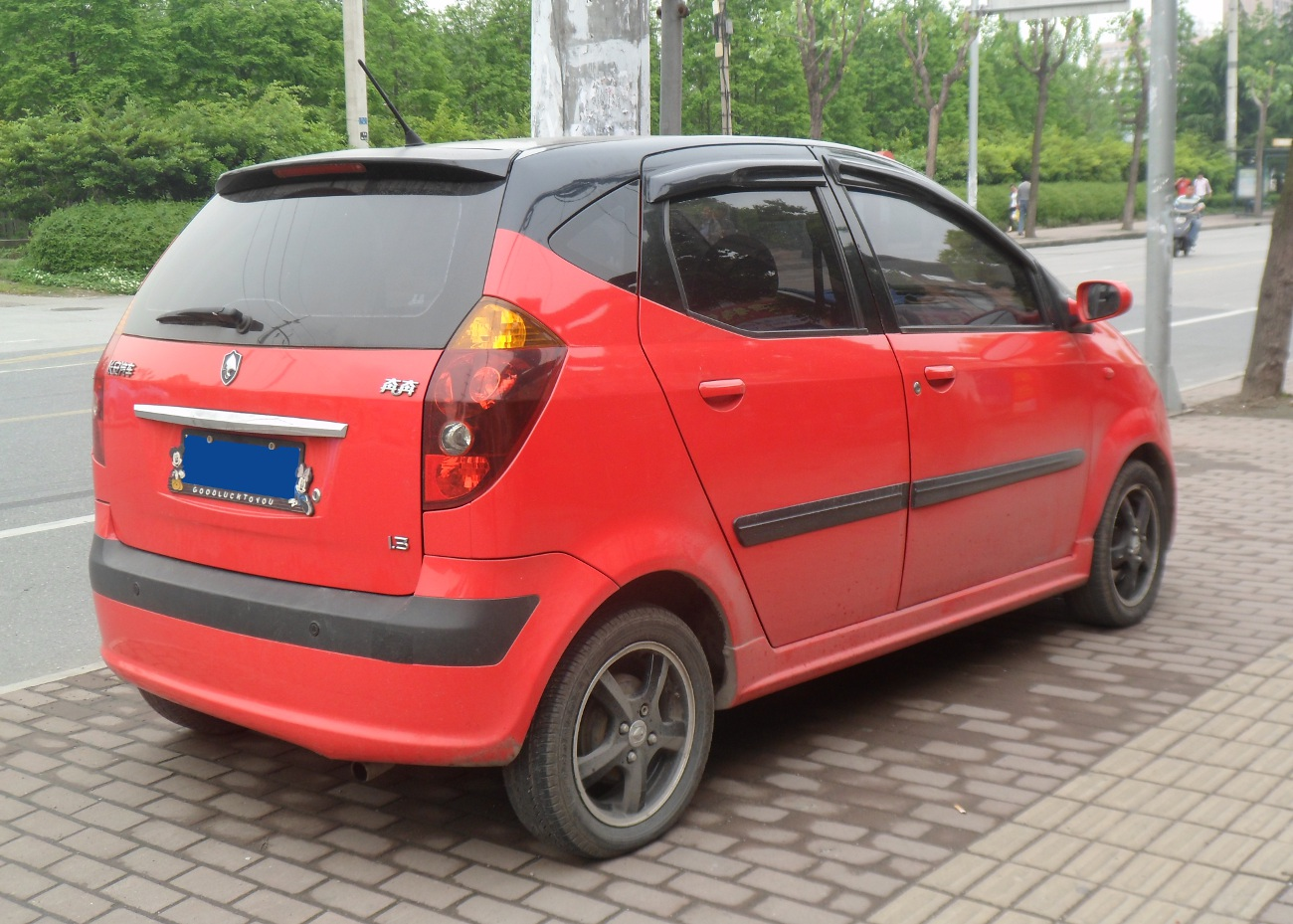
Вид ззаду на Changan BenBen Sport I.

## Changan BenBen Mini
У 2010 році оригінальний Changan BenBen був замінений двома автомобілями, BenBen Mini та BenBen Love, по суті оновленим оригінальним BenBen, який став доступний як дешевша альтернатива поряд з BenBen Mini. Єдиним двигуном для BenBen Mini є 1,0-літровий бензиновий двигун потужністю 51 кВт (68 к. с.; 69 PS) при 5600 об / хв і 90 Н⋅м (66 фунт⋅фут; 9 кг⋅м) при 4600 об/хв. Максимальна швидкість BenBen Mini становить 158 км/год (98 миля/год).

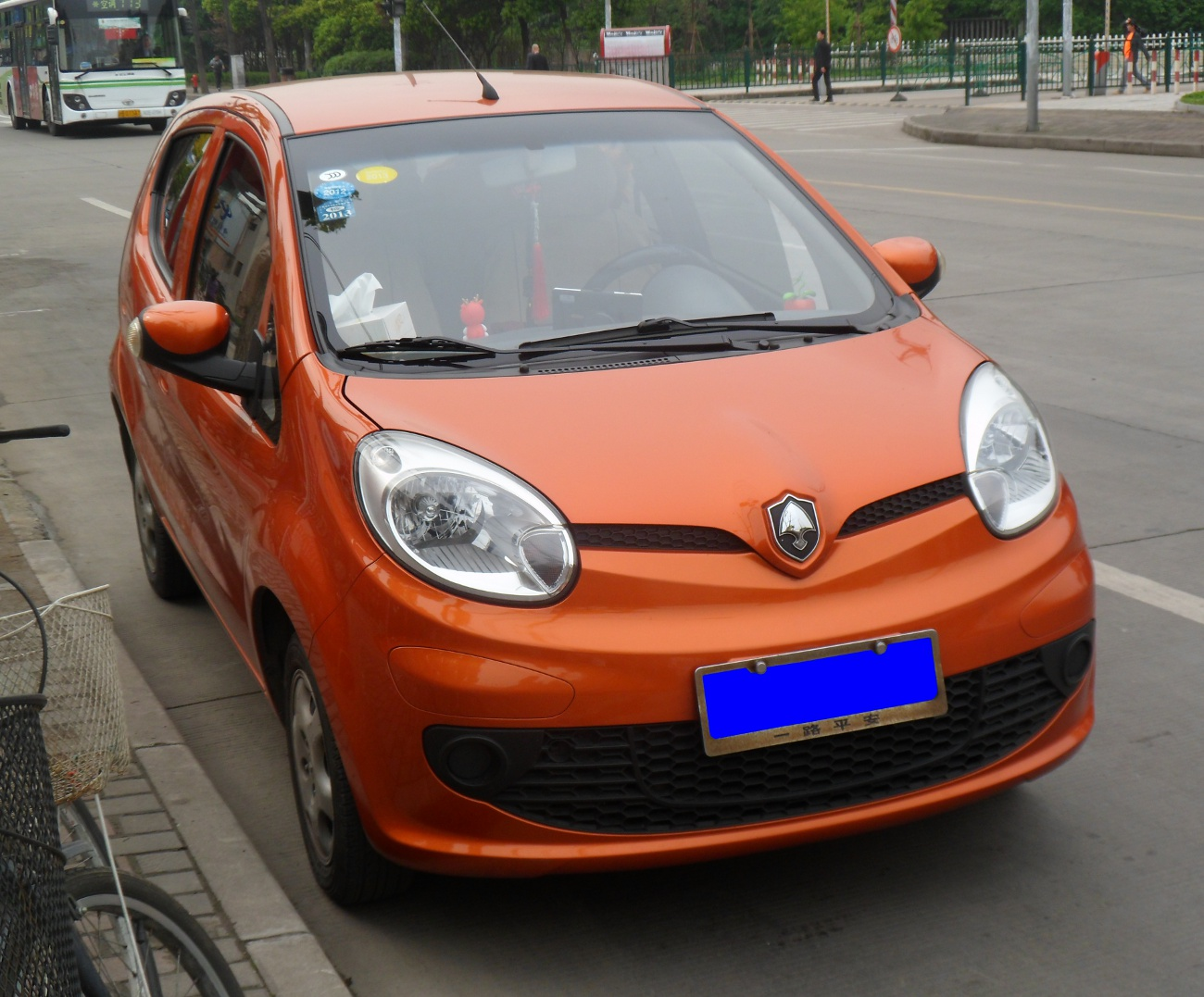
Вид спереду Changan BenBen Mini.
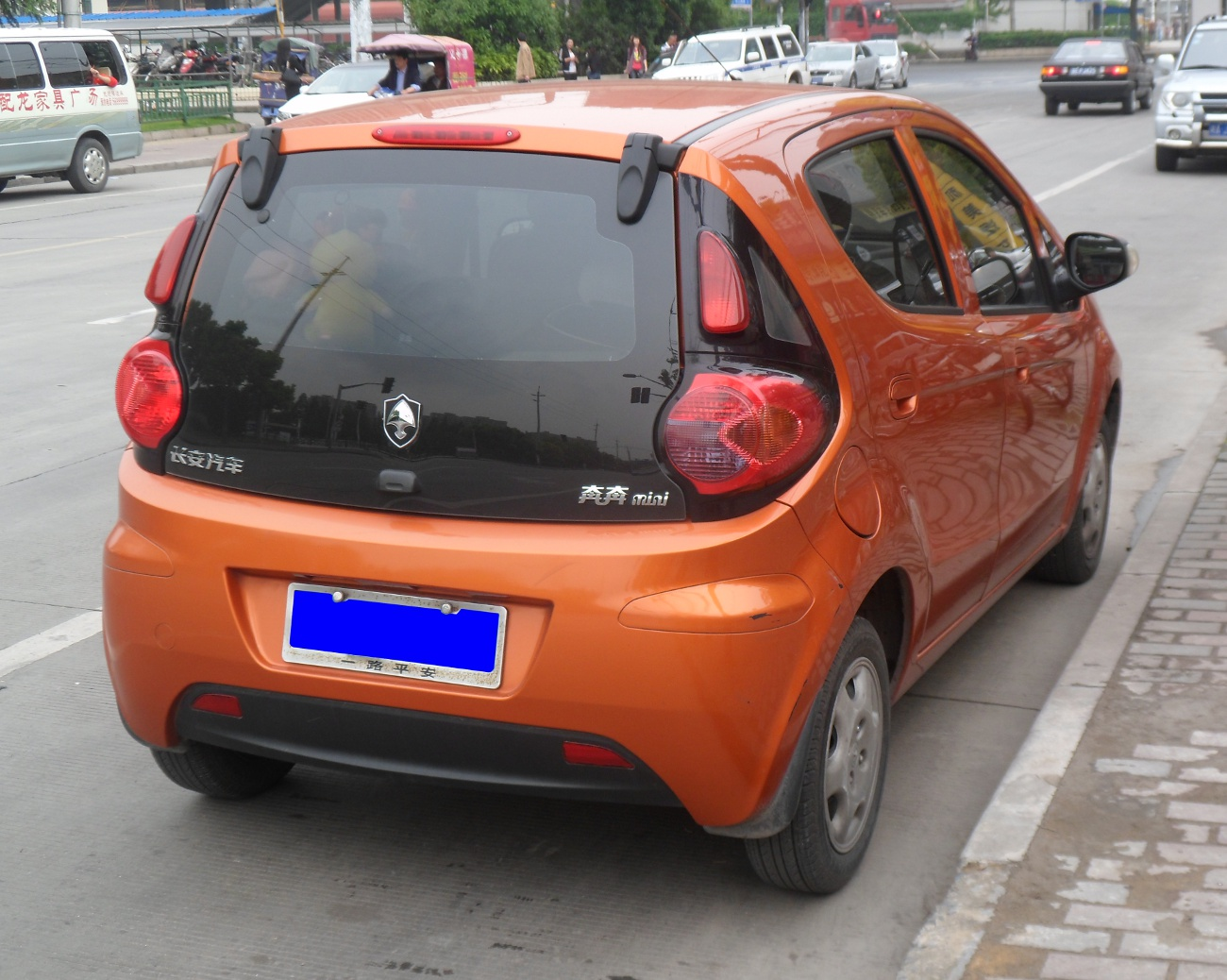
Вид ззаду на Changan BenBen Mini.

На автосалоні в Гуанчжоу 2011 року Changan BenBen Mini було оновлено, змінивши дизайн бампера та світлового блоку.

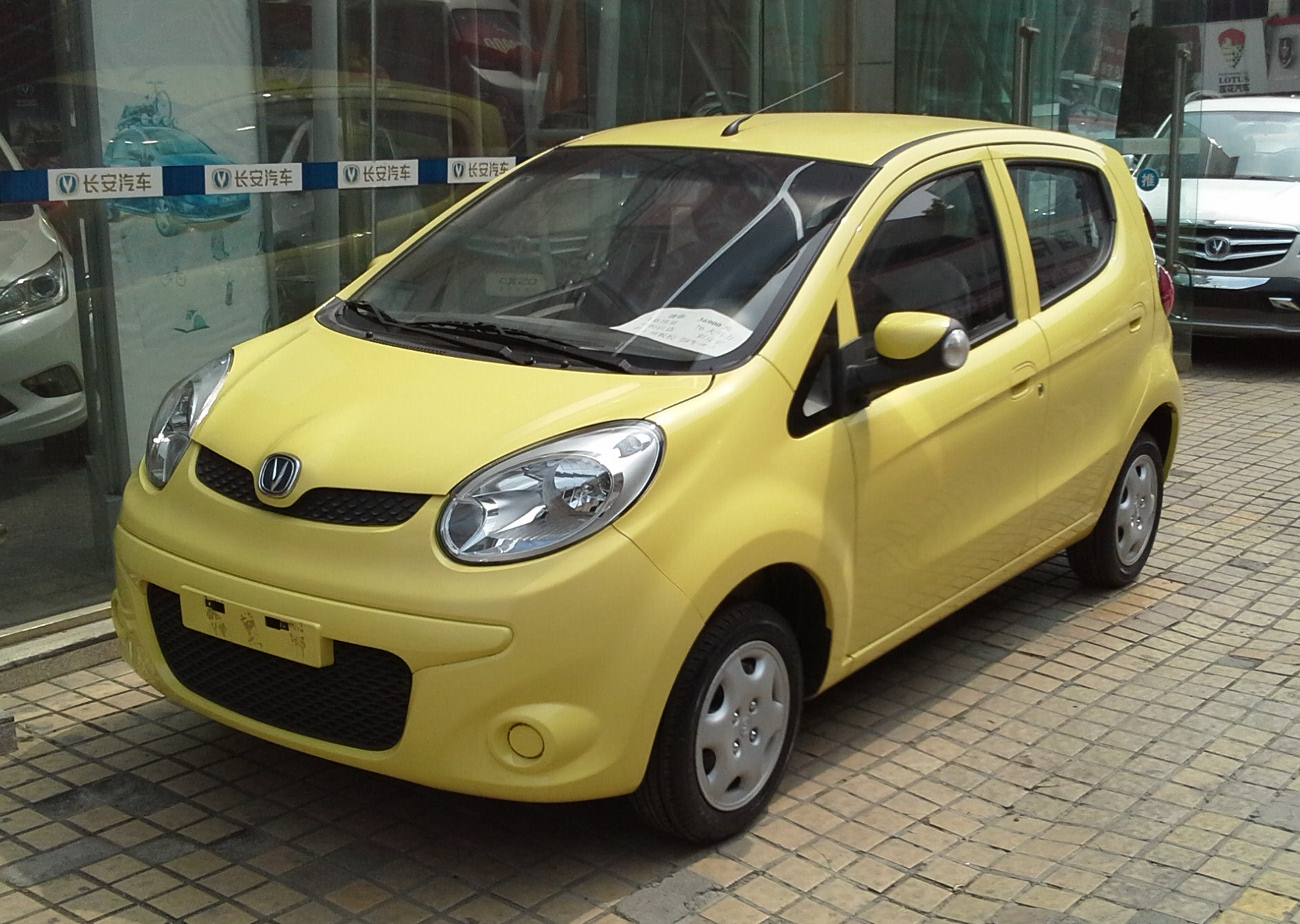
Вид спереду підтяжки обличчя Changan BenBen Mini.

Після припинення виробництва Changan BenBen Mini компанія Hawtai придбала ліцензію на виробництво хетчбека та випустила електричну версію під маркою Lusheng S1 EV160B під серією легкових автомобілів Lusheng без подальших змін у стилі.

## Changan BenBen II
Changan BenBen II був представлений на автомобільному ринку Китаю в 2014 році з цінами на Changan BenBen II від 47 900 юанів до 56 900 юанів. Новий BenBen дебютував під час автосалону в Гуанчжоу в 2013 році. 1,4-літрового двигуна потужністю 100 кінських сил (75 кВт; 101 PS) і 136 Н⋅м (100 фунт⋅фут; 14 кг⋅м) в поєднанні з 5-ступінчастою механічною коробкою передач або 4-ступінчастою автоматичною коробкою передач. 1,2-літровий двигун потужністю близько 80 кінських сил (60 кВт; 81 PS) був доданий до складу пізніше. Максимальна швидкість 156 км/год (97 миля/год), а витрата палива становить 5,6 літра на 100 кілометр (50 миля/год‑англ.; 42 миля/год‑США)  миль на    за словами офіційних осіб.

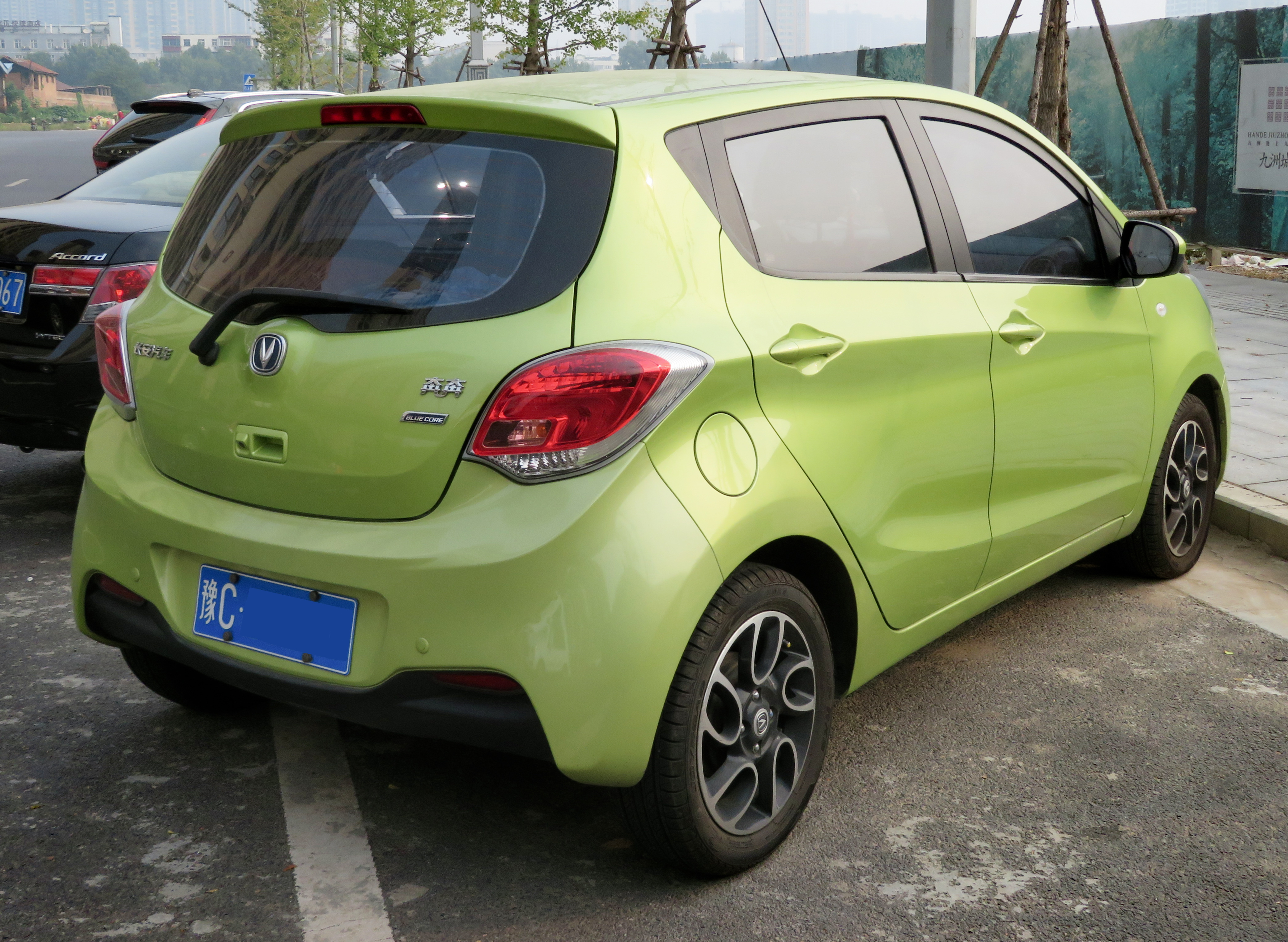
Вид ззаду на Changan BenBen II.

### Changan BenBen EV
Базований на бензиновому двигуні Changan BenBen, BenBen EV працює від електричного двигуна потужністю 75 кінських сил (56 кВт; 76 PS) і 165 Н⋅м (122 фунт⋅фут; 17 кг⋅м) крутного моменту. BenBen EV мав 125 км/год (78 миля/год) максимальна швидкість і запас ходу 200 кілометрів (120 миля). В даному дизайні електромобіль виготовлявся до 2021 року.

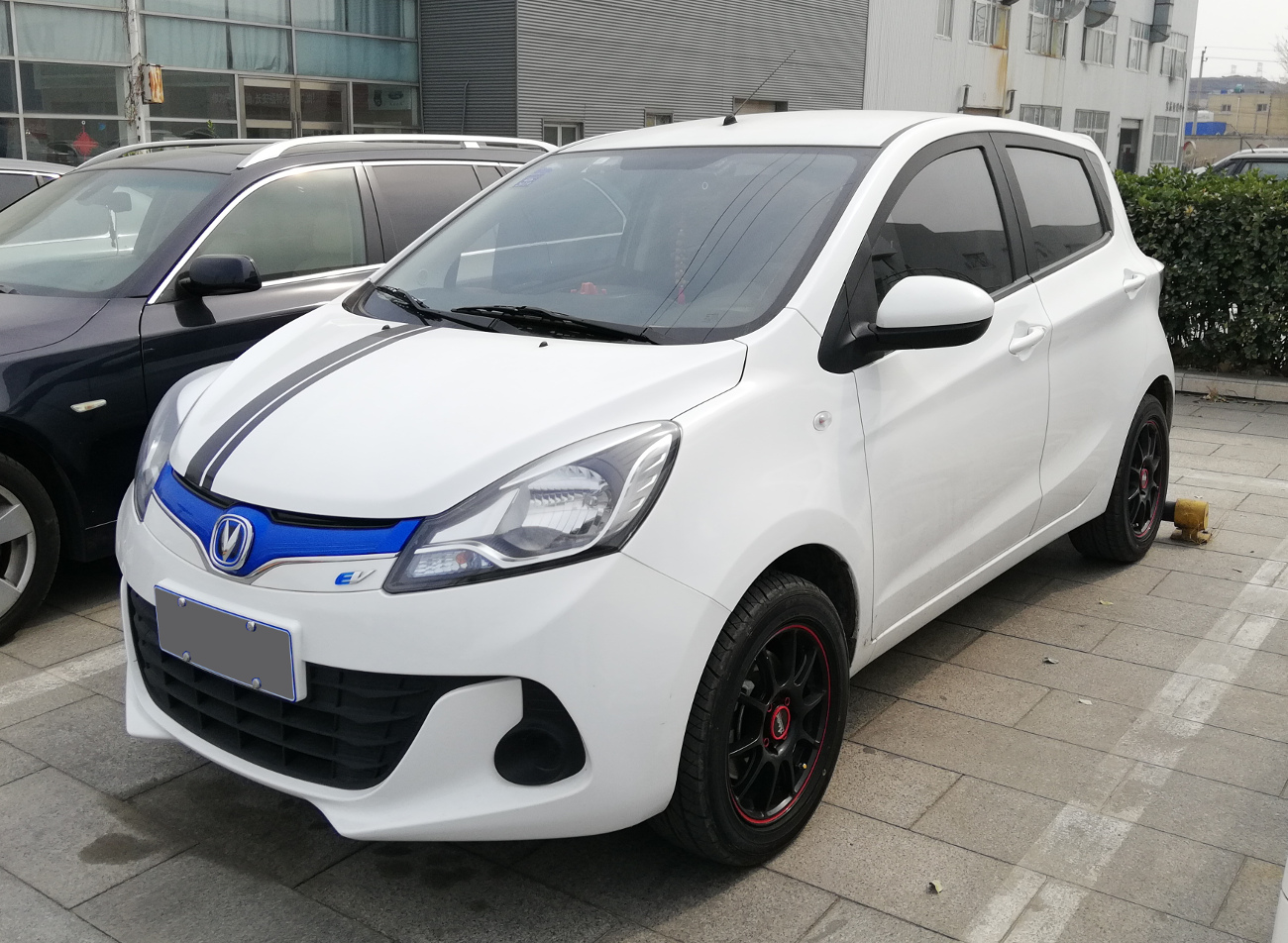
Вигляд спереду Changan BenBen EV.
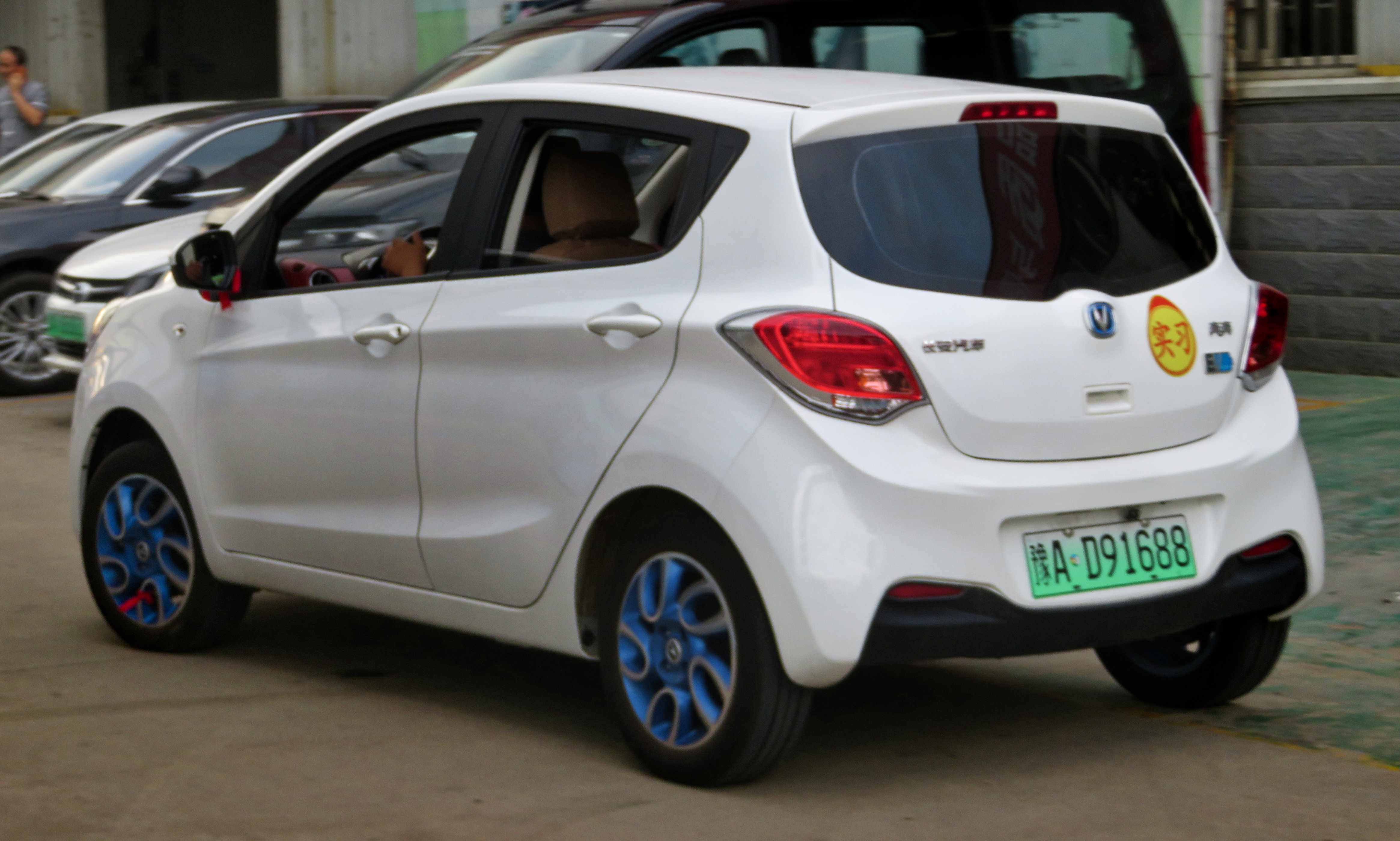
Вид ззаду на Changan BenBen EV.

Changan - один із лідерів ринку Китаю з продажу електрокарів. Вони взяли собі за мету створення доступних та водночас технологічних електрокарів.
Changan e-Star є яскравим представником лінійки електрокарів, який поєднав в собі всі найкращі якості та переваги сучасного електромобіля, і при цьому залишився з доступною ціною. Двигун потужністю 55 кВт в поєднанні з високовольною батареєю 32 кВт-год, здатен забезпечити понад 300 км запасу ходу в міському режимі. Неймовірно красивий дисплей центральної консолі дозволяє в інтерактивній формі повністю контролювати всі процеси, під час їзди.

### Changan BenBen E-Star
З 2020 року електричний BenBen був замінений на BenBen E-Star. BenBen E-Star — це модернізована версія BenBen EV, і, як і модель до оновленої моделі, 75-кінських-сил (56 кВт; 76 PS) і 170 Н⋅м (125 фунт⋅фут; 17 кг⋅м) електродвигун приводить в рух передні колеса. Акумуляторна батарея має ємність 32,2 кВТ⋅год (116 МДж), здатний забезпечити BenBen E-Star на дальності до 300 кілометрів (190 миля). Електромобіль в даному дизайні виготовляється з січня 2022 року.

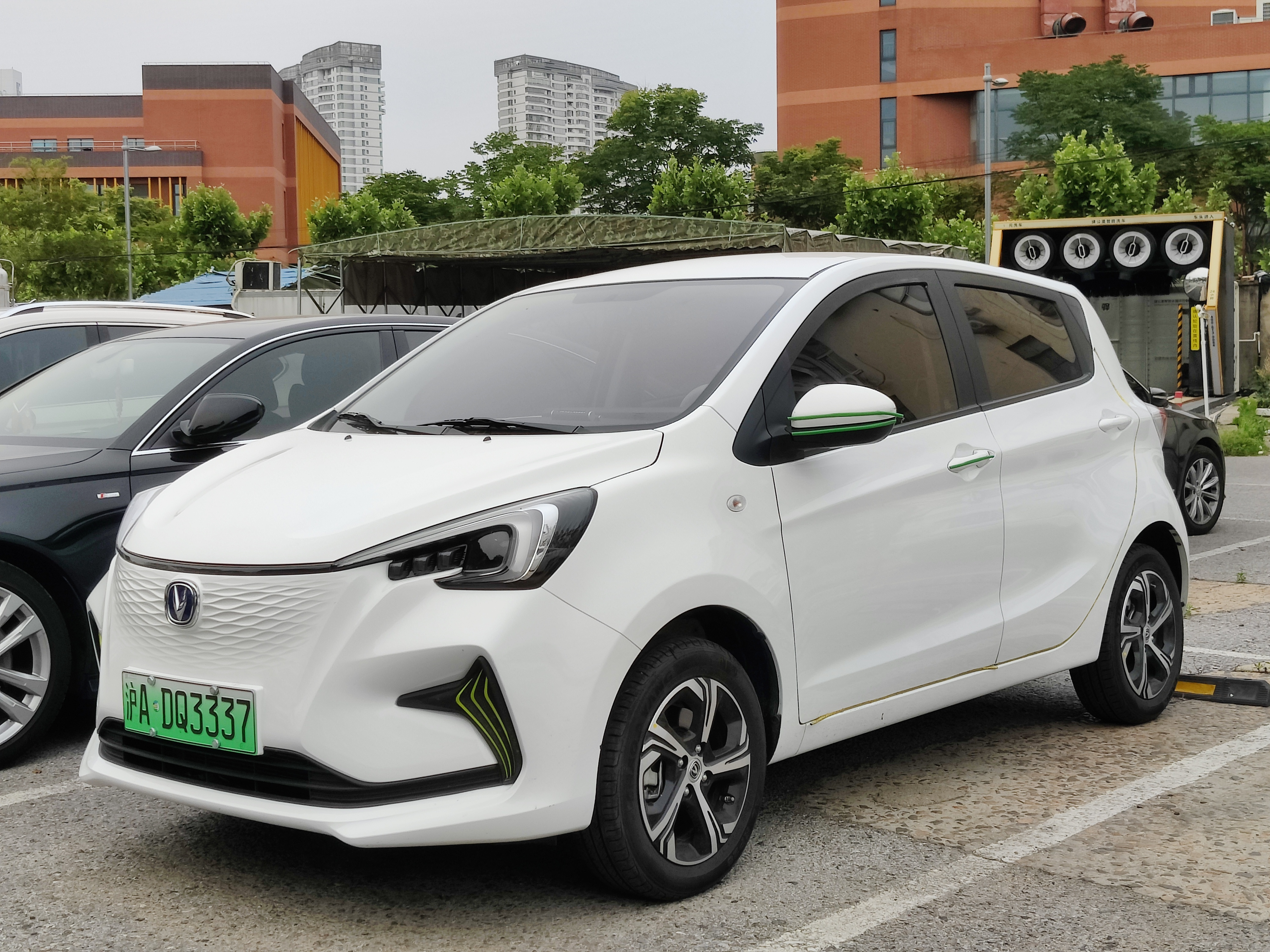
Вид спереду Changan BenBen E-Star.
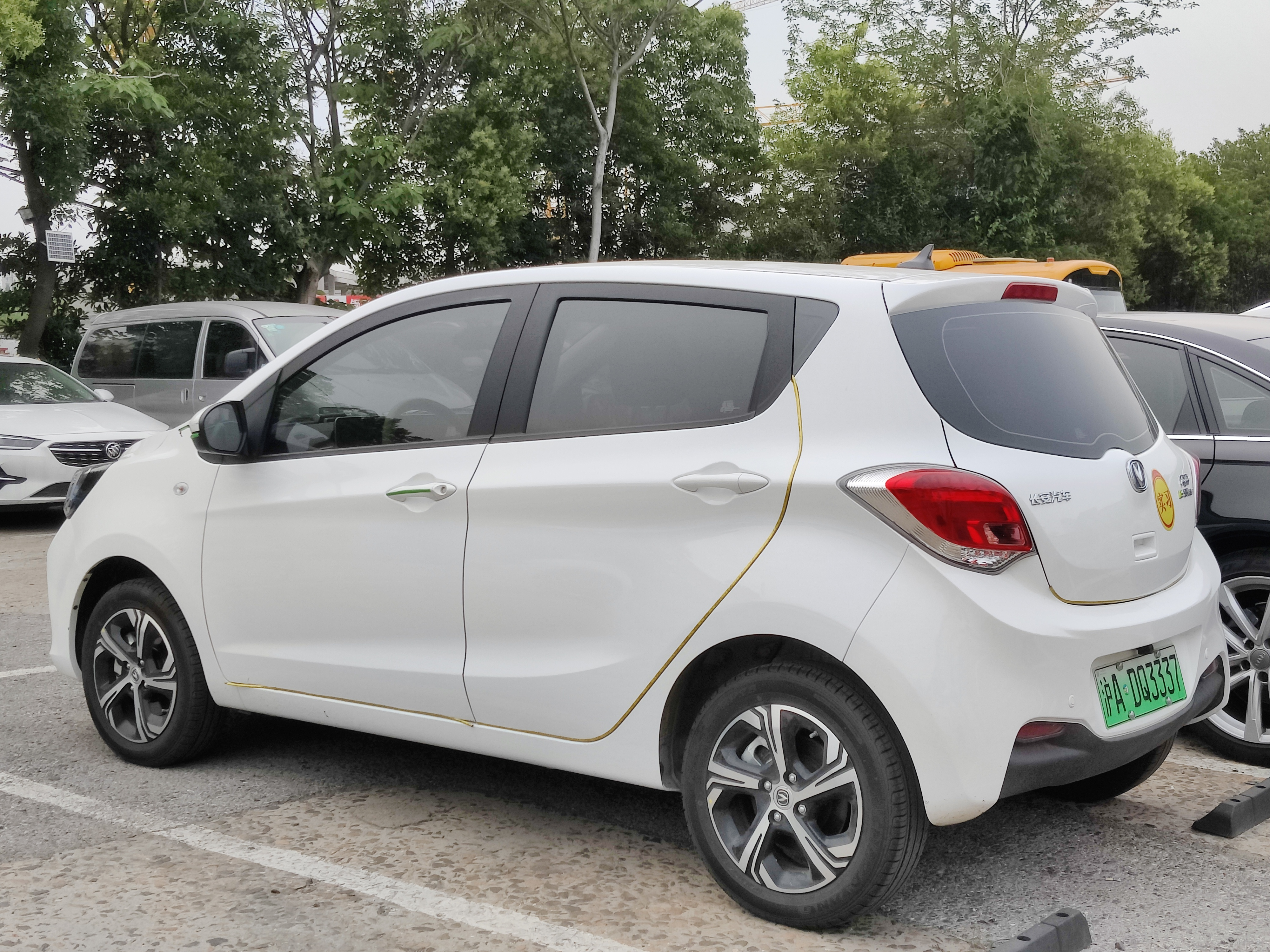
Вид ззаду на Changan BenBen E-Star.

## Зовнішні посилання
- Офіційний сайт